# Anshun
Anshun är en stad på prefekturnivå i västra Guizhou i södra Kina. Den ligger omkring 96 kilometer sydväst om provinshuvudstaden Guiyang.

## Historia
Orten hette tidigare Yelang och bytte namn till Anshunzhou 1383. Anshun blev stad på häradsnivå 1958, förlorade sin status men återfick den 1966. Anshun blev stad på prefekturnivå 2000.

## Administrativ indelning
Anshun indelas i två stadsdistrikt, ett härad och tre autonoma härad:
| Anshun                                      | Anshun               | Anshun                           | Anshun                                     | Anshun            | Anshun    | Anshun                        |
| ------------------------------------------- | -------------------- | -------------------------------- | ------------------------------------------ | ----------------- | --------- | ----------------------------- |
| Xixiu Pingba Puding Zhenning Guanling Ziyun |                      |                                  |                                            |                   |           |                               |
| Namn                                        | Kinesiska            | Pinyin                           | Typ                                        | Befolkning (2020) | Yta (km²) | Befolknings- täthet (inv/km²) |
| Guanling                                    | 关岭布依族苗族自治县 | Guānlĭng bùyīzú miáozú zìzhìxiàn | Autonomt härad för bouyei- och miao-folken | 283 497           | 1 472     | 193                           |
| Pingba                                      | 平坝区               | Píngbà qū                        | Stadsdistrikt                              | 347 060           | 992       | 350                           |
| Puding                                      | 普定县               | Pŭdìng xiàn                      | Härad                                      | 376 285           | 1 084     | 347                           |
| Xixiu                                       | 西秀区               | Xīxiù qū                         | Stadsdistrikt                              | 870 441           | 1 725     | 505                           |
| Zhenning                                    | 镇宁布依族苗族自治县 | Zhènníng bùyīzú miáozú zìzhìxiàn | Autonomt härad för bouyei- och miao-folken | 299 696           | 1 704     | 176                           |
| Ziyun                                       | 紫云苗族布依族自治县 | Zĭyún miáozú bùyīzú zìzhìxiàn    | Autonomt härad för miao- och bouyei-folken | 293 651           | 2 270     | 129                           |

## Näringsliv
Anshun är beläget vid passagen genom Yunnan och är sedan länge en viktig genomfartsled mellan Yunnan och Guizhou. Staden är ett viktigt kommersiellt centrum för jordbruksprodukter. Det är en industristad med bland annat  textil- och maskinindustri. Den bergiga regionen i närheten av Anshun har blivit en populär turistattraktion på grund av sina natursköna raviner, grottor och underjordiska källor.

## Klimat
Genomsnittlig årsnederbörd är 1 455 millimeter. Den regnigaste månaden är juni, med i genomsnitt 296 mm nederbörd, och den torraste är januari, med 19 mm nederbörd.